# Cephalodella gibba
Cephalodella gibba är en hjuldjursart som först beskrevs av Ehrenberg 1830.  Cephalodella gibba ingår i släktet Cephalodella och familjen Notommatidae. Inga underarter finns listade i Catalogue of Life.